# Giuseppe Colli
Giuseppe Colli (Lu Monferrato, 29 novembre 1924 – Torino, 7 febbraio 2017) è stato uno scrittore e poeta italiano.
Nel secondo dopoguerra fu uno dei più intraprendenti artefici della ricostruzione culturale torinese, partecipando alla fondazione di alcune associazioni, collaborando a vari giornali con articoli di argomento letterario, artistico, storico, e fondando (1952) il periodico letterario Il Solitario (a significare la solitudine creativa dello scrittore) che sotto la sua direzione si meritò la collaborazione e il plauso dei più importanti scrittori dell'epoca.
Negli stessi anni esordì come poeta e scrittore con vari volumi di poesia e prosa. Contemporaneamente alla sua attività di scrittore diresse l'ufficio stampa della casa editrice S.E.I., della quale più tardi assunse l'incarico di redattore capo. Per tale editrice il Colli diresse alcune enciclopedie di cultura e un dizionario italiano e varie collane di narratori italiani per le scuole, Giuseppe Colli ha sinora pubblicato cinque raccolte di poesie e diciotto libri in prosa. La sua attività letteraria è ancor oggi impegnata a testimoniare la vitalità della sua vocazione di scrittore, che ha dato un importante contributo alla letteratura italiana, alla cultura e alla editoria regionale piemontese.
Al Monferrato, sua indimenticata terra di origine, il Colli dedicò un libro storico-artistico e descrittivo che riscosse larghi consensi critici. Per tale volume, nel 1970, gli venne concesso dalla Presidenza del Consiglio dei Ministri un Premio della Cultura.
Le sue opere di poesia comprendono: Il cielo dell'isola (edizioni Momenti, 1950); La voce muta (Ed. La cittadella, 1968); L'età breve (Ed. Rattero, 1950); Poesia a due voci (Società editrice internazionale, 1951); Ricerca d'approdo (Ed.Vallecchi, 1965).
La sua nota Storia di Torino, nel 1981, gli meritò un secondo Premio della Cultura dalla Presidenza del Consiglio dei Ministri. 
Ha pubblicato le seguenti opere in prosa: 
- 1947 Morire vedendo il sole. Testo teatrale (Edizioni Boccascena)
- 1954 La Sosta. Testo teatrale (Edizioni il Solitario)
- 1957 Amore di Torino (Ed. Palatine)
- 1959 Storia di Torino (Ed. Ruata, 5º edizione Editrice il Punto, 1981)
- 1960 Monferrato (Società editrice internazionale, 6º edizione Alzani Editrice 2000)
- 1961 Sessanta scrittori e una città (Ed. Studi e Ricerche)
- 1961 Torino viva (Società editrice internazionale)
- 1963 Brigliadoro (Ed. La Prora)
- 1963 Controvita di Cristoforo Colombo (Ed. Studi e ricerche, nuova edizione Chiaramonte editore 2007)
- 1964 Gli amici della penna (Società editrice internazionale)
- 1965 Di là dal cielo (Società editrice internazionale)
- 1978 Ritratto di Torino (Ed. Vitalità)
- 1980 Torino da leggere (Editrice il Punto)
- 1984 Proverbi piemontesi (Ed.Scheiviller)
- 1988 Miracoli a Torino (Ed. Il Punto)
- 1988 Rirì (Società editrice internazionale)
- 1997 Torino da vedere (Ed. Alzani)
- 2005 365 volte Piemonte. La Regione al Passato Prossimo (Editrice il Punto).

| Controllo di autorità | VIAF (EN) 61896560 · ISNI (EN) 0000 0000 6121 3035 · SBN CFIV066081 · LCCN (EN) n50029113 |